# Sarkoidos
Sarkoidos är en systemisk granulomatös sjukdom som drabbar flera olika organsystem, men oftast lungorna. Orsaken till sjukdomen är okänd.

## Epidemiologi
Sarkoidos debuterar oftast i åldrarna 20–40 år. Den är mycket ovanlig efter 60 år och före puberteten. Sjukdomen är något vanligare hos kvinnor. Prevalensen är högre i Skandinavien än i övriga världen, men eftersom sjukdomen ofta är subklinisk (det vill säga personer som är drabbade inte alltid söker vård, på grund av att symtomen inte är tillräckligt allvarliga), är detta ingen säker uppgift. I Sverige är prevalensen 30–50 fall per 100 000 invånare och år. Ingen säker ärftlighet är dokumenterad.

## Sjukdomen
Sjukdomen består av att epiteloida celler bildar granulom i olika vävnader och organ. Det kan liknas vid ett slags knölar eller cystor, men kan vara väldigt små. Symtomen beror då på i vilken vävnad som granulomen finns. Oftast försvinner dessa granulom av sig själva, men går i ca 10 procent av fallen över i fibros. Detta kan då skada vävnaden permanent och ge livslånga symtom, som till exempel nedsatt andningsförmåga (det vill säga om granulomen från början satt i lungorna).
Organsystem som ofta är drabbade är, förutom lungorna, levern, njuren, mjälten, lymfkörtlarna, hjärtat, huden och hjärnan.

### Typer av sarkoidos
- Icke-akut sarkoidos. Detta är den vanligaste formen av sarkoidos. Den är ofta symtomfri och upptäcks vid till exempel rutinmässig lungröntgen. Den icke-akuta sarkoidosen har god prognos, men ca 10 % utvecklar fibros och får livslånga besvär.

- Akut sarkoidos, även kallad Löfgrens syndrom. Denna form har ett snabbare förlopp med feber och ledvärk. Ledvärken är tydligast i fotleden. Man kan även få knölros och bli ljusskygg, så kallad fotofobi. Den akuta sarkoidosen läker oftast ut av sig själv inom ett halvår.

## Diagnostik
Akut sarkoidos har ett tydligt symtomatiskt förlopp, och tillsammans med lungröntgen ställs diagnosen relativt enkelt. Den icke-akuta sarkoidosen är svårare att skilja från andra sjukdomar, oftast andra lungsjukdomar med samma röntgenologiska bild, till exempel tuberkulos. Man kan ibland behöva göra en biopsi av den drabbade vävnaden och undersöka i mikroskop.

## Behandling
Eftersom man inte vet säkert vad som orsakar sarkoidos, finns det inte heller någon botande behandling. Vid allvarligare fall ger man kortison för att lindra besvären. Sjukdomen läker i 90 procent av fallen ut spontant, oavsett kortisonbehandling.

## Historia
Sarkoidos är även kallad Schaumanns sjukdom efter den svenske dermatologen Jörgen Schaumann.